# L'Alzina Rodona
L'Alzina Rodona és un veïnat de la comuna vallespirenca d'Arles, a la Catalunya del Nord.
És al llarg de la carretera general a l'extrem nord-est del terme, a l'esquerra del Tec, a prop del límit amb el terme dels Banys d'Arles i Palaldà.